# 北寨镇
北寨镇，是中华人民共和国甘肃省定西市渭源县下辖的一个乡镇级行政单位。

## 行政区划
北寨镇下辖以下地区：
前进村、张家堡村、暖阳村、麻地湾村、陈家渠村、阳坡村、马莲村、郑家川村、丁家湾村、祁坪村、盐滩村、阳山村和小寨村。